# Masato Yuzawa
Masato Yuzawa (jap. 湯澤 聖人, Yuzawa Masato; * 10. Oktober 1993 in Tsukuba, Präfektur Ibaraki) ist ein japanischer Fußballspieler.

## Karriere
Masato Yuzawa erlernte das Fußballspielen in der Schulmannschaft der Ryutsu Keizai University Kashiwa High School sowie in der Universitätsmannschaft der Ryūtsū-Keizai-Universität. Seinen ersten Profivertrag unterschrieb er 2016 bei Kashiwa Reysol. Der Verein aus Kashiwa, einer Großstadt in der Präfektur Chiba auf Honshū, der Hauptinsel Japans, spielte in der höchsten Liga des Landes, der J1 League. In seiner ersten Saison kam er auf elf Erstligaspiele. 2017 wurde er an Kyōto Sanga ausgeliehen. Mit dem Club aus Kyōto spielte er neunmal in der zweiten Liga, der J2 League. Nach Vertragsende in Kashiwa unterschrieb er 2018 einen Vertrag beim Zweitligisten Ventforet Kofu. Bis Ende 2019 stand er für den Klub aus Kōfu 42-mal auf dem Spielfeld. 2020 wechselte er nach Fukuoka zum Ligakonkurrenten Avispa Fukuoka. Ende der Saison wurde er mit dem Verein Vizemeister und stieg in die erste Liga auf. Am 4. November 2023 stand er mit Avispa im Finale des Ligapokals. Hier besiegte man die Urawa Red Diamonds mit 2:1.

## Erfolge
Avispa Fukuoka
- Japanischer Zweitligavizemeister: 2020  ▲
- Japanischer Ligapokalsieger: 2023